# Vòng loại Giải vô địch bóng đá nữ U-17 thế giới khu vực châu Phi 2013
Vòng loại Giải vô địch bóng đá nữ U-17 thế giới khu vực châu Phi 2013 được tổ chức nhằm xác định đội tuyển của khu vực châu Phi tham dự Giải vô địch bóng đá nữ U-17 thế giới.
Giải đấu diễn ra theo thể thức loại trực tiếp sân nhà sân khách. Có mưới đội tuyển tham dự vòng loại. Việc nhiều đội tuyển bỏ cuộc tại vòng một bị FIFA chỉ trích khá gay gắt. Ba đội tuyển Zambia, Nigeria và Ghana đại diện cho khu vực châu Phi tham dự Giải vô địch bóng đá nữ U-17 thế giới 2014.

## Vòng một
Các trận đấu diễn ra vào tuần đầu của tháng 8 và 9. Nigeria và South Africa được đặc cách vào vòng hai.
| Đội 1           | TTS  | Đội 2          | Lượt đi | Lượt về |
| --------------- | ---- | -------------- | ------- | ------- |
| Guinea Xích Đạo | w/o1 | Kenya          | —       | —       |
| Ghana           | w/o2 | Cộng hòa Congo | —       | —       |
| Botswana        | 3–8  | Zambia         | 2–5     | 1–3     |
| Maroc           | w/o3 | Nam Sudan      | —       | —       |

- 1: Kenya bỏ cuộc nên Guinea Xích Đạo đi tiếp.[3]
- 2: Congo không có mặt ở trận lượt đi. CAF sau đó hủy luôn lượt về và Ghana đi tiếp.[4]
- 3: Maroc có vẻ đã rút lui khỏi giải. Nam Sudan lọt vào vòng sau.[2]

## Vòng hai
Các trận đấu diễn ra vào tháng 11. Ba đội thắng giành vé dự World Cup. Nam Sudan bỏ cuộc nên Nigeria nghiễm nhiên đi tiếp. Ghana đi tiếp nhờ tổng tỉ số 5–2 trước Guinea Xích Đạo. Zambia lần đầu dự World Cup U-17 sau chiến thắng 3–1 trước Nam Phi.
| Đội 1     | TTS  | Đội 2           | Lượt đi | Lượt về |
| --------- | ---- | --------------- | ------- | ------- |
| Ghana     | 5–2  | Guinea Xích Đạo | 2–0     | 3–2     |
| Zambia    | 6–4  | Nam Phi         | 3–3     | 3–1     |
| Nam Sudan | w/o1 | Nigeria         | —       | —       |

- 1: Nam Sudan bỏ cuộc và Nigeria giành quyền dự World Cup.[11]

## Các đội vượt qua vòng loại
| Đội     | Số lần dự World Cup U-17 |
| ------- | ------------------------ |
| Zambia  | 0                        |
| Ghana   | 3 (2008, 2010, 2012)     |
| Nigeria | 3 (2008, 2010, 2012)     |